# Faiq Cabbarov
Faiq Cabbarov (Gandzsa, 1972. június 26. –) válogatott azeri labdarúgó, hátvéd. 1997-ben az év labdarúgója volt Azerbajdzsánban.

## Pályafutása

### Klubcsapatban
1990-ben az Avtomobiliszt Evlah, majd a Gəncə Kirovabad labdarúgója volt. 1991-ben a Gyinamo Kirovabad csapatában szerepelt. 1991-92-ben a Neftçi játékosa volt és az 1992-es idényben bajnokságot nyert a csapattal. 1993 és 1999 között visszatért a nevet változtatott Gəncə együtteséhez, ahol pályafutásának legsikeresebb időszakát töltötte. Három-három bajnoki címet és azeri kupa-győzelmet ért el a csapattal. 1997-ben az év labdarúgójává választották Azerbajdzsánban. 1999 és 2001 között a Şəmkir együttesében szerepelt és két újabb bajnoki címet szerzett. 2001-02-ben a Şəfa Bakı, 2003-04-ben ismét a Şəmkir, 2004-05-ben a Gəncə labdarúgója volt. 2005-ben vonult vissza az aktív labdarúgástól.

### A válogatottban
1993 és 1998 között 21 alkalommal szerepelt az azeri válogatottban.

## Sikerei, díjai
- Az év azeri labdarúgója (1997)

 Neftçi PFK
- Azeri bajnokság
  - bajnok: 1992

 Gəncə PFK
- Azeri bajnokság
  - bajnok (3): 1994–95, 1997–98, 1998–99
- Azeri kupa
- győztes (3): 1994, 1997, 1998

 Şəmkir FK
- Azeri bajnokság
  - bajnok (2): 1999–00, 2000–01